# Krass Clement
Krass Clement Kay Christensen (* 15. března 1946 Kodaň) je dánský fotograf, který se specializuje na dokumentární tvorbu. Vystudoval režii v Kodani, ale brzy se začal věnovat fotografii, svou první knihu Skygger af øjeblikke (Stíny momentu) publikoval v roce 1978. Od té doby je aktivním dokumentárním fotografem, zaměřuje se na lidi jak z Dánska tak i ze zahraničí. Jeho dřívější práce byla černobílá, od roku 2000 pracuje také s barvou.

## Ocenění
Krass Clement získal následující ocenění:
- Grant nadace Danish Arts Foundation (1986, 1987, 1988)
- Tříletý umělecký grant nadace Danish Arts Foundation (1990)
- Celoživotní umělecký grant nadace Danish Arts Foundation (1997)
- Thorvald Bindesbøll Medal (1999)
- Fogtdal Photographers Award (2006)
- Deutsche Börse Photography Prize, nominace (2006)

## Knihy Krasse Clementa
- Skygger af øjeblikke. Copenhagen: Erichsen, 1978. ISBN 8755505848.
- Det tavse land. Copenhagen: Borgen, 1981. ISBN 8741833406.
- Gentagelsens fest: Fotografier fra det københavnske 6 dages løb. Copenhagen: Borgen, 1984.
- Byen bag regnen: fotografier fra København. Copenhagen: Gyldendal, 1987. ISBN 8700147524.
- Ved døden: Anne-Katharina 22. november 1901-23. januar 1989. Copenhagen: Gyldendal, 1990. ISBN 8701448846.
- Hvor ingen talte: fotografier fra en park i Moskva. Copenhagen: Gyldendal, 1991. ISBN 8700101834.
- Af en bys breve: fotografier fra Lissabon. Copenhagen: Gyldendal, 1993. ISBN 8700166065.
- Det lånte lys: et fotografisk essay. Copenhagen: Gyldendal, 1995. ISBN 8700193682.
- Drum: et sted i Irland. Copenhagen: Gyldendal, 1996. ISBN 8700281565.
- Langs vinden: et fotografisk essay. Copenhagen: Gyldendal, 1998. ISBN 8700317462.
- Færgen: et danmarksbillede på Storebælt. Copenhagen: Gyldendal, 1999. ISBN 8700397024.
- Før natten. Copenhagen: Gyldendal, 2000. ISBN 8702004887.
- Påskesøndag ml. 11 0g 16. Copenhagen: Gyldendal, 2001. ISBN 8700483540.
- Forandringen: Fotografier. Copenhagen: Gyldendal, 2002. ISBN 8702015870.
- Berlin notat. Copenhagen: Gyldendal, 2005. ISBN 8702037971.
- Lydhørt: Roskilde Festival 2003. Copenhagen: Gyldendal, 2005. ISBN 8702045044.
- København - et blik over ryggen. Copenhagen: Fotografisk Center, 2006. ISBN 8790362365.
- Novemberrejse. Copenhagen: Gyldendal, 2008. ISBN 8702073889.
- Paris: Carnet de recherche. Copenhagen: Gyldendal, 2010. ISBN 9788702101430.[3]